# Canoagem nos Jogos Olímpicos de Verão de 2024 - K-4 500 m feminino
A competição do K-4 500 m feminino da canoagem de velocidade nos Jogos Olímpicos de Verão de 2024 foi realizada no Estádio Náutico de Vaires-sur-Marne, na Ilha de França, em 6 e 8 de agosto de 2024. Um total de 40 canoístas de 10 Comitês Olímpicos Nacionais (CON) participaram do evento.

## Qualificação
Cada CON poderia qualificar apenas um barco no K-4 500 metros feminino. Um total de 10 vagas estavam disponíveis, alocadas através do Campeonato Mundial de Canoagem de Velocidade de 2023, torneios continentais (uma cada para Ásia, África, Europa, Américas e Oceania), além de vagas por realocação, universalidade ou convite.
As vagas de qualificação foram concedidas ao CON, não necessariamente aos canoístas que obtiveram as vagas.

## Formato
A canoagem de velocidade utiliza um formato de quatro fases para eventos com pelo menos 11 barcos, com eliminatórias, quartas de final, semifinais e finais. Os detalhes para cada fase dependem de quantos barcos estejam inscritos para a competição.
O percurso é um trajeto de águas tranquilas com 9 metros de largura. O nome do evento descreve o formato particular da canoagem de velocidade. O formato "K" significa um caiaque (do inglês kayak), na qual a canoísta fica sentada e utiliza dois remos e tem um leme operado pelo pé (em oposição a canoa, em que a canoísta fica ajoelhada e utiliza um único remo para remar e dirigir). O "4" é o número de canoístas em cada barco. Os "500 metros" são a distância da prova.

## Calendário
Horário local (UTC+2)
| Dia         | Horário | Fase          |
| ----------- | ------- | ------------- |
| 6 de agosto | 10:00   | Eliminatórias |
| 8 de agosto | 11:40   | Semifinais    |
| 8 de agosto | 13:40   | Finais        |

## Medalhistas
|  | NZL Nova Zelândia                                       |  | GER Alemanha                                          |  | HUN Hungria                                         |
|  | Lisa Carrington Alicia Hoskin Olivia Brett Tara Vaughan |  | Paulina Paszek Jule Hake Pauline Jagsch Sarah Brüßler |  | Noémi Pupp Sára Fojt Tamara Csipes Alida Dóra Gazsó |

## Resultados

### Eliminatórias
Os três primeiros barcos em cada bateria avançam diretamente para a final; os restantes avançam para as semifinais.
Bateria 1
| Pos. | Raia | Canoístas                                                                   | CON               | Tempo   | Notas |
| ---- | ---- | --------------------------------------------------------------------------- | ----------------- | ------- | ----- |
| 1    | 6    | Lisa Carrington Alicia Hoskin Olivia Brett Tara Vaughan                     | NZL Nova Zelândia | 1:32.40 | FA    |
| 2    | 4    | Sara Ouzande Estefanía Fernández Carolina García Teresa Portela             | ESP Espanha       | 1:32.92 | FA    |
| 3    | 5    | Karolina Naja Anna Puławska Adrianna Kąkol Dominika Putto                   | POL Polônia       | 1:33.87 | FA    |
| 4    | 7    | Maria Virik Anna Margrete Sletsjoe Hedda Oritsland Kristine Strand Amundsen | NOR Noruega       | 1:34.28 | SF    |
| 5    | 3    | Anastazija Bajuk Milica Novaković Marija Dostanić Dunja Stanojev            | SRB Sérvia        | 1:36.40 | SF    |

Bateria 2
| Pos. | Raia | Canoístas                                                              | CON           | Tempo   | Notas |
| ---- | ---- | ---------------------------------------------------------------------- | ------------- | ------- | ----- |
| 1    | 5    | Paulina Paszek Jule Hake Pauline Jagsch Sarah Brüßler                  | GER Alemanha  | 1:32.34 | FA    |
| 2    | 6    | Noémi Pupp Sára Fojt Tamara Csipes Alida Dóra Gazsó                    | HUN Hungria   | 1:33.42 | FA    |
| 3    | 4    | Li Dongyin Yin Mengdie Wang Nan Sun Yuewen                             | CHN China     | 1:33.64 | FA    |
| 4    | 3    | Ella Beere Alyssa Bull Alexandra Clarke Yale Steinpreis                | AUS Austrália | 1:34.60 | SF    |
| 5    | 7    | Courtney Stott Natalie Davison Riley Melanson Toshka Besharah-Hrebacka | CAN Canadá    | 1:37.87 | SF    |

### Semifinais
Os dois primeiros barcos avançam para a final; os restantes são eliminados.
| Pos. | Raia | Canoístas                                                                   | CON           | Tempo   | Notas |
| ---- | ---- | --------------------------------------------------------------------------- | ------------- | ------- | ----- |
| 1    | 4    | Ella Beere Alyssa Bull Alexandra Clarke Yale Steinpreis                     | AUS Austrália | 1:34.25 | FA    |
| 2    | 5    | Maria Virik Anna Margrete Sletsjoe Hedda Oritsland Kristine Strand Amundsen | NOR Noruega   | 1:34.77 | FA    |
| 3    | 3    | Anastazija Bajuk Milica Novaković Marija Dostanić Dunja Stanojev            | SRB Sérvia    | 1:35.25 |       |
| 4    | 6    | Courtney Stott Natalie Davison Riley Melanson Toshka Besharah-Hrebacka      | CAN Canadá    | 1:39.24 |       |

### Final
Os barcos nas primeiras colocações conquistam as medalhas.
| Pos.              | Raia | Canoístas                                                                   | CON               | Tempo   | Notas |
| ----------------- | ---- | --------------------------------------------------------------------------- | ----------------- | ------- | ----- |
| Medalha de ouro   | 5    | Lisa Carrington Alicia Hoskin Olivia Brett Tara Vaughan                     | NZL Nova Zelândia | 1:32.20 |       |
| Medalha de prata  | 4    | Paulina Paszek Jule Hake Pauline Jagsch Sarah Brüßler                       | GER Alemanha      | 1:32.62 |       |
| Medalha de bronze | 6    | Noémi Pupp Sára Fojt Tamara Csipes Alida Dóra Gazsó                         | HUN Hungria       | 1:32.93 |       |
| 4                 | 7    | Karolina Naja Anna Puławska Adrianna Kąkol Dominika Putto                   | POL Polônia       | 1:33.17 |       |
| 5                 | 2    | Li Dongyin Yin Mengdie Wang Nan Sun Yuewen                                  | CHN China         | 1:33.57 |       |
| 6                 | 3    | Sara Ouzande Estefanía Fernández Carolina García Teresa Portela             | ESP Espanha       | 1:34.51 |       |
| 7                 | 1    | Maria Virik Anna Margrete Sletsjoe Hedda Oritsland Kristine Strand Amundsen | NOR Noruega       | 1:35.02 |       |
| 8                 | 8    | Ella Beere Alyssa Bull Alexandra Clarke Yale Steinpreis                     | AUS Austrália     | 1:35.96 |       |